# Голованов, Георгий Михайлович
Георгий (Егор) Михайлович Голованов (1830 — 1913, Москва) — крупный томский предприниматель. Потомственный почётный гражданин Томска (1910).

## Биография
Выходец из крестьянской семьи.

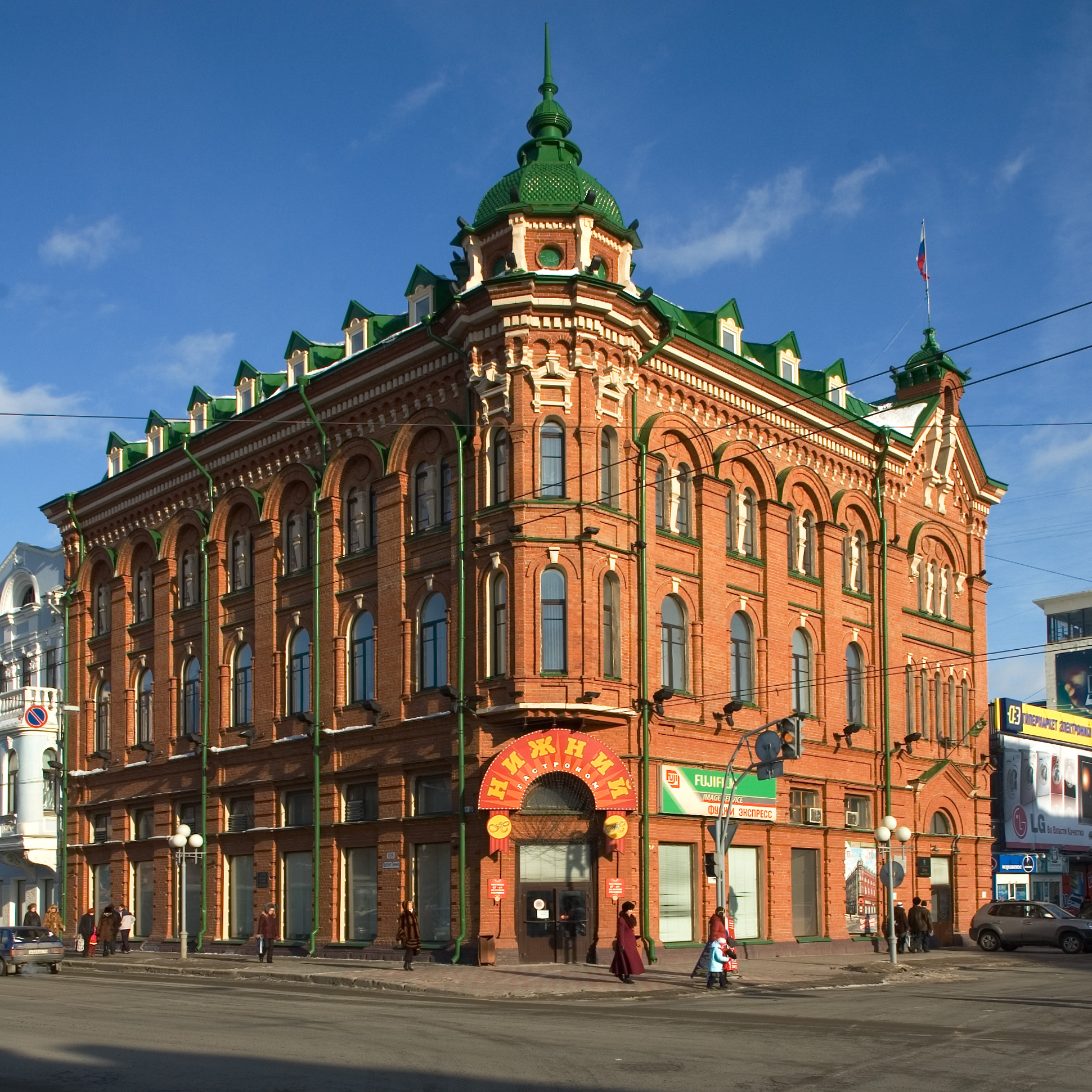
Торговый дом
«Георгий Голованов с сыновьями» в Томске

Став мещанином, с 1872 года занимался торговлей в Томске, в 1880-х годах записался во 2-ю, а в начале XX века — в 1-ю гильдию. С 1911 года — коммерции советник. В начале XX века учредил торговый дом «Георгий Голованов с сыновьями». Помимо Томска вёл торговлю в Красноярске и Барнауле, в продаже имелись драгоценные камни, чемоданы, сумки, зонты, кожаная и валяная обувь, одежда, головные уборы, перчатки, мебель, железные кровати, матрацы, швейные машинки, велосипеды, бакалейные товары. Вкладывал капитал в промышленность, имел в Томске кожевенный завод.
Составлявший в 1889 году 80 000 рублей торговый оборот Голованова в Томске уже к 1905 году достиг 1 000 000 рублей. Голованов владел в Томске несколькими магазинами, чистая прибыль от которых достигла 78 000 рублей, в 1909 доходы Голованова оценивались в 29 500 рублей.
С 1877 по 1913 год был гласным Томской городской думы, в 1890-е годы председательствовал в сиротском суде, состоял членом учётно-ссудного комитета Томского отделения Госбанка.
В 1896 году в составе томской делегации участвовал в торжествах по случаю коронации Николая II в Санкт-Петербурге.
С 1906 года состоял в попечительском совете томской Мариинской женской гимназии.
Похоронен в Томске. Оставленное Головановым имущество оценивалось в 505 000 рублей.

Внутренний вид магазина «Георгий Голованов с сыновьями» в Томске, 1908 год
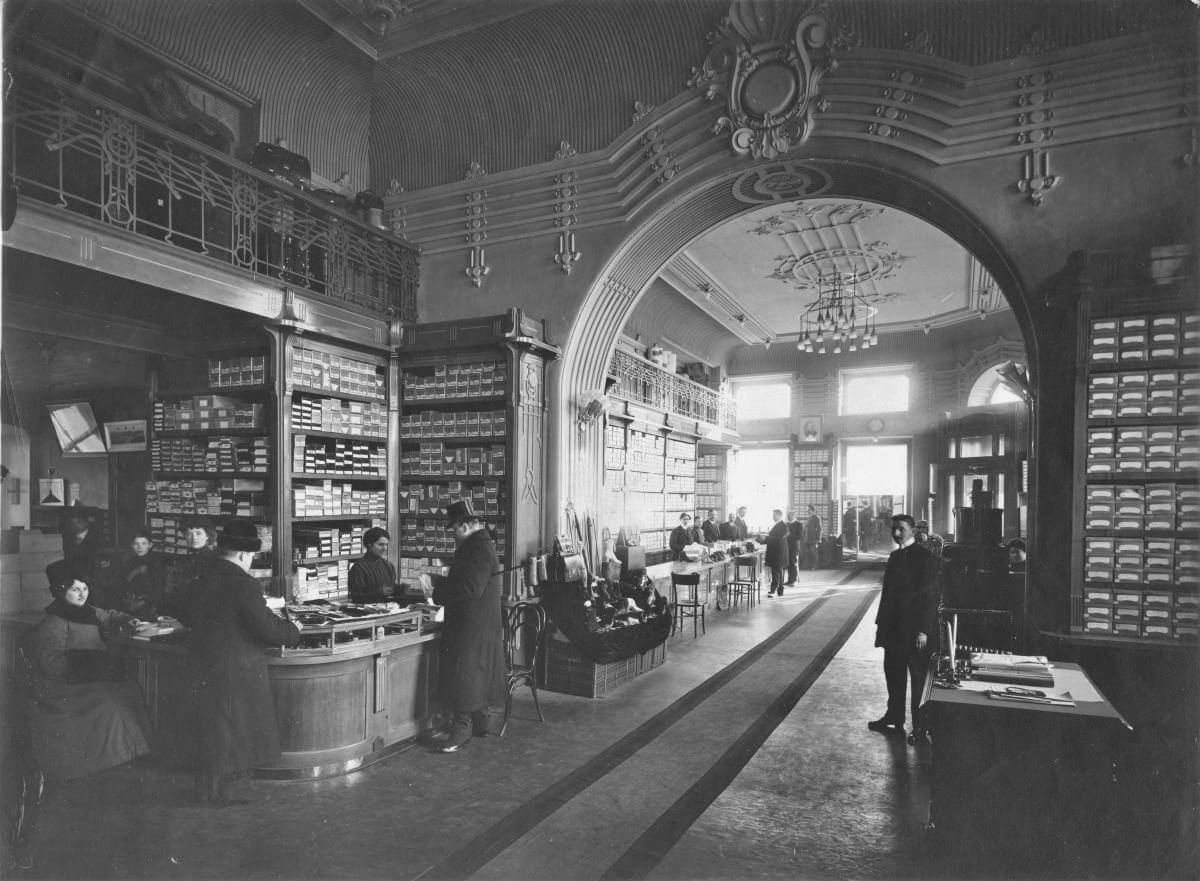
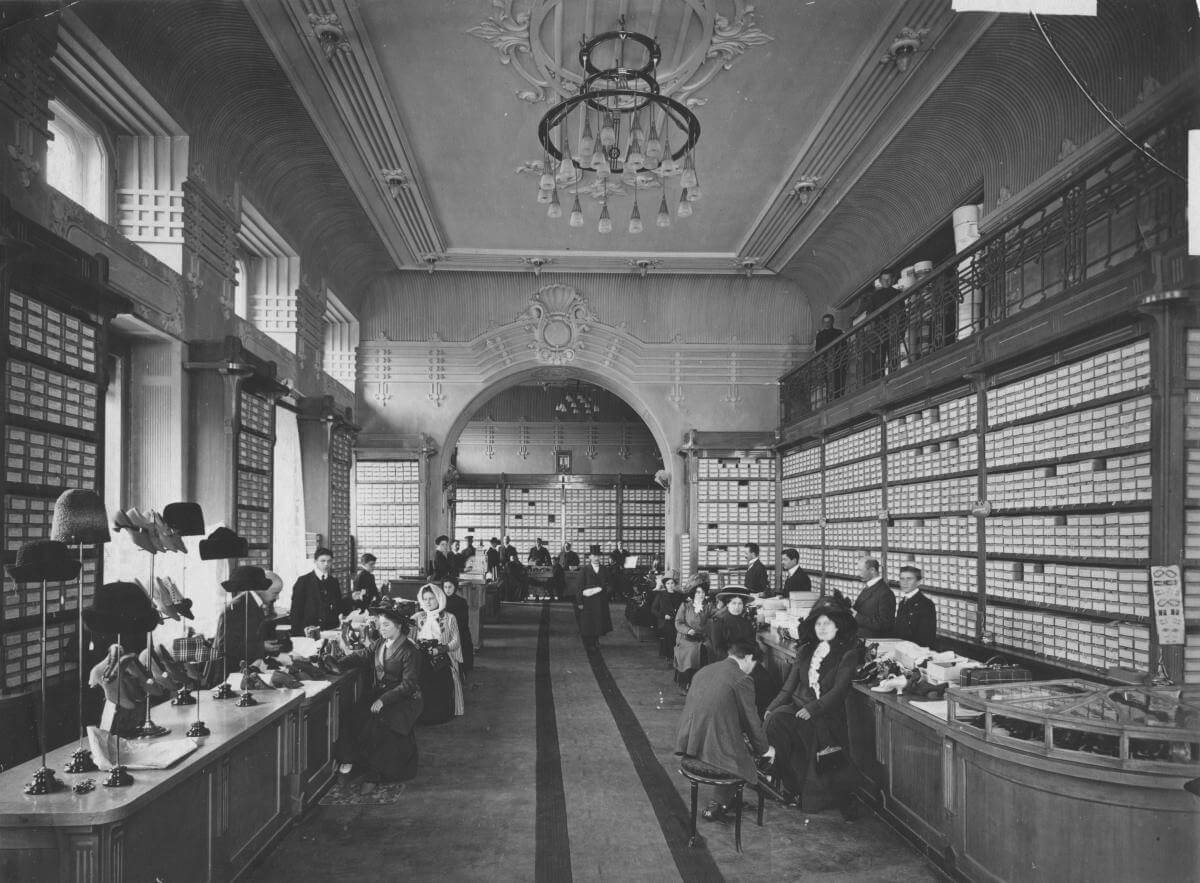

## Семья
Сын от первого брака Вениамин (1877—?). С 1915 года входил в Томский военно-промышленный комитет, работал в местном комитете помощи беженцам, избирался гласным городской думы. В 1916 году владел в Томске двумя кожевенными заводами. В 1917 году выступил одним из учредителей «Акционерного общества первых свеклосахарных и рафинадных заводов в Сибири». В 1919 году выступил соучредителем Сибирского торгово-промышленного банка в Томске.

## Известные адреса

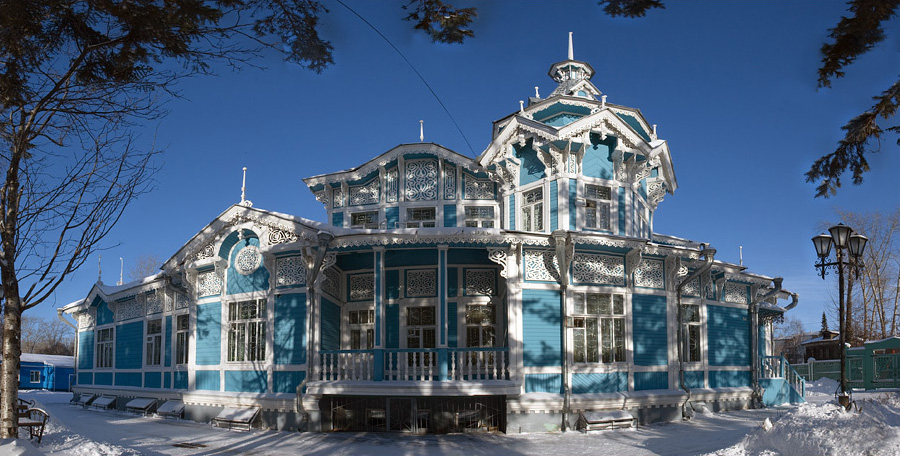
«Дом с шатром»

### Томск
На углу Почтамтской улицы (ныне — проспект Ленина) и Ямского (ныне — Нахановича) переулка в 1899 году архитектор К. К. Лыгин построил доходный дом Г. М. Голованова.
Улица Красноармейская, д. 71 — собственный дом («Дом с шатром»)
Кожевенный завод торгового дома «Г. Голованов и сыновья» (проект Викентия Оржешко 1913 года).